# Kissing to Be Clever
Kissing to Be Clever är den brittiska gruppen Culture Clubs debutalbum, utgivet 1982. Albumet utgavs på LP, kassettband och Stereo 8.

## Låtlista
Alla låtar är skrivna och komponerade av Culture Club. 
| 1. | White Boy (Dance Mix)                  | 4:40 |
| 2. | You Know I'm Not Crazy                 | 3:36 |
| 3. | I'll Tumble 4 Ya                       | 2:36 |
| 4. | Take Control                           | 3:09 |
| 5. | Love Twist (Featuring Captain Crucial) | 4:23 |

| 6.           | Boy Boy (I'm the Boy)         | 3:50  |
| 7.           | I'm Afraid of Me (Remix)      | 3:16  |
| 8.           | White Boys Can't Control It   | 3:43  |
| 9.           | Do You Really Want to Hurt Me | 4:22  |
| Total längd: | Total längd:                  | 33:35 |

| 10. | Love Is Cold (You Were Never No Good) | 4:24 |
| 11. | Murder Rap Trap                       | 4:23 |
| 12. | Time (Clock of the Heart)             | 3:45 |
| 13. | Romance Beyond the Alphabet           | 3:49 |

## Musiker
- Boy George – sång
- Mikey Craig – elbas
- Roy Hay – gitarr, piano, keyboard, sitar, elektrisk sitar
- Jon Moss – percussion, trummor
- Helen Terry – sång

- Keith Miller – synclavier
- Terry Bailey – trumpet
- Colin Campsie – bakgrundssång
- Nicky Payne – flöjt, munspel, saxofon
- Phil Pickett – keyboard, bakgrundssång
- Sue Clowes
- Denise Spooner – bakgrundssång